# Trinotoperla
Genre
Synonymes
- Aldia Riek, 1962

Trinotoperla est un genre d'insectes plécoptères de la famille des Gripopterygidae.

## Distribution
Les espèces de ce genre sont endémiques d'Australie.

## Liste des genres
Selon Plecoptera Species File :
- Trinotoperla comprimata Hynes, 1982
- Trinotoperla hardyi Perkins, 1958
- Trinotoperla inopinata Hynes, 1982
- Trinotoperla irrorata Tillyard, 1924
- Trinotoperla maior Theischinger, 1982
- Trinotoperla minima Theischinger, 1982
- Trinotoperla minor Kimmins, 1951
- Trinotoperla montana (Riek, 1962)
- Trinotoperla mouldsi Theischinger, 1982
- Trinotoperla nivata Kimmins, 1951
- Trinotoperla sinuosa Theischinger, 1982
- Trinotoperla tasmanica (McLellan, 1971)
- Trinotoperla woodwardi Perkins, 1958
- Trinotoperla yeoi Perkins, 1958
- Trinotoperla zwicki McLellan, 1971

## Publication originale
- Tillyard, R. J. 1924 : New genera and species of Australian stone-flies (Order Perlaria). Transactions of the Royal Society of South Australia, vol. 48, p. 192-195 (« texte intégral »(Archive.org • Wikiwix • Archive.is • Google • Que faire ?)).